# Esichio di Alessandria
Esichio di Alessandria (in greco antico: Ἡσύχιος ὁ Ἀλεξανδρεύς?, Hēsýchios ho Alexandréus; Alessandria d'Egitto, ... – ...; fl. V secolo) è stato un grammatico greco antico.

## Biografia
Fu un grammatico greco antico di Alessandria d'Egitto; compilò il più ricco glossario di parole greche rare od oscure, giunto all'epoca contemporanea in un unico manoscritto del XV secolo. Esichio probabilmente era pagano, sicché le spiegazioni di parole di Gregorio Nazianzeno e altri scrittori cristiani (glossae sacrae) sono interpolazioni successive.

## Lessico
L'opera di Esichio, un glossario intitolato Συναγωγὴ πασῶν λέξεων κατὰ στοιχεῖον (Synagōghḕ Pasṑn Lèxeōn katà Stoichèion, "Raccolta alfabetica di tutte le parole"), sopravvive in un manoscritto assai corrotto del XV secolo, che è conservato nella Biblioteca Marciana a Venezia. La prima edizione a stampa fu curata da Marco Musuro, sulla base dell'unico manoscritto su citato, presso la tipografia di Aldo Manuzio a Venezia nel 1514 (ristampata nel 1520 e 1521 con leggere revisioni). Una prima edizione moderna fu curata da Moritz Schmidt, in 5 volumi pubblicati tra il 1858 ed il 1868. L'edizione critica fu iniziata nel 1913 da Kurt Latte che, sotto il patrocinio dell'Accademia danese di Copenaghen, pubblicò il primo volume (Α–Δ) nel 1953; il secondo (Ε–Ο) fu pubblicato postumo nel 1966 e da allora il progetto è stato proseguito da Peter Allan Hansen, che pubblicò i restanti volumi nel 2005 (Π–Σ) e nel 2009 (Τ–Ω).
In una lettera prefatoria, Esichio afferma che il suo glossario è basato su quello di Diogeniano, a sua volta estratto da un'opera precedente di Panfilo di Alessandria, ma ha usato anche analoghe opere di Aristarco, Apione, Eliodoro, Ameria e altri.
Il Lessico contiene approssimativamente 51 000 voci, ordinate alfabeticamente. Si tratta di una copiosa lista di parole, forme ed espressioni strane, con una spiegazione del loro significato e spesso con un riferimento all'autore che le ha usate o alla regione della Grecia dove erano più comuni. L'opera è di grande importanza per gli studiosi; nella ricostruzione del testo degli autori classici in generale, e particolarmente di scrittori come Eschilo e Teocrito, che usavano molte parole rare. Per questo, la sua importanza può difficilmente venire sopravvalutata.
Esichio è fonte importante non solo per la lingua greca, ma anche per il tracio e l'antico macedone e per ricostruire il proto-indoeuropeo. Inoltre, le spiegazioni di Esichio di molti epiteti ed espressioni rivelano anche molti fatti importanti riguardo alla religione e alla società degli antichi.